# Hôpital Paul-Morel
L'hôpital Paul-Morel est un ancien hôpital situé à Vesoul, qui a été en service de 1938 à 2009. L'hôpital porte le nom de Paul Morel, maire de Vesoul de 1908 à 1933. Le site connait de nombreuses modernisations et des agrandissements tout au long du XXe siècle.
Initialement édifié en tant que couvent, l'édifice avait subi de nombreuses rénovations pour être successivement converti en dépôt de mendicité, caserne d’infanterie, école secondaire ecclésiastique et séminaire diocésain.
Le site a été reconverti en une ZAC appelée « Zone Paul-Morel ».

## Localisation de l'édifice
Le site de l'hôpital Paul-Morel se situe sur le coteau d’une butte, en prolongement de celle de la Motte dont le sommet domine le cœur historique de la ville. Le secteur des bâtiments de l’hôpital Paul-Morel se trouve entre le Vieux-Vesoul, quartier dense et les logements pavillonnaires qui s'étendent dans l’est de la ville, dans le quartier du Stade et du Grand Grésil.

## Historique du bâtiment

### Origine de l'édifice
L'origine du bâtiment remonte au début du XVIIe siècle. En 1603, Claude Besançenot fonde le couvent des Capucins sur le site de l'hôpital Paul-Morel au Faubourg Haut (actuelle rue Baron-Bouvier). Par la suite, le couvent sera agrandi en 1627. Une chapelle fut construite en 1682, et la messe y fut célébrée un an plus tard. L'aile nord du bâtiment  remplacera la chapelle qui disparaîtra en 1862. Cette chapelle fut fondée par la confrérie du Rosaire à la fin du XVIe siècle. La confrérie de la Croix bâtit également une chapelle en 1629, grâce à l'autorisation du magistrat et à Nicolas Jacquinot. L'habitation du magistrat était la Maison de ville, qui était située à côté de l'église Saint-Georges de Vesoul.
L'édifice sera très actif jusqu'à la fin de l’Ancien régime, rénové en 1768 puis confisqué par la Révolution en 1789. Il servit d’hôpital pour les soldats de l’armée du Rhin, fut dépôt de mendicité en 1812, caserne d’infanterie pour la légion de la Haute-Saône en 1814. C’est à cette date qu'il sera rendu à l’Église pour devenir école secondaire ecclésiastique en 1821 et séminaire diocésain de 1833 à 1905.

### Hôpital de Vesoul (1938 à 2009)

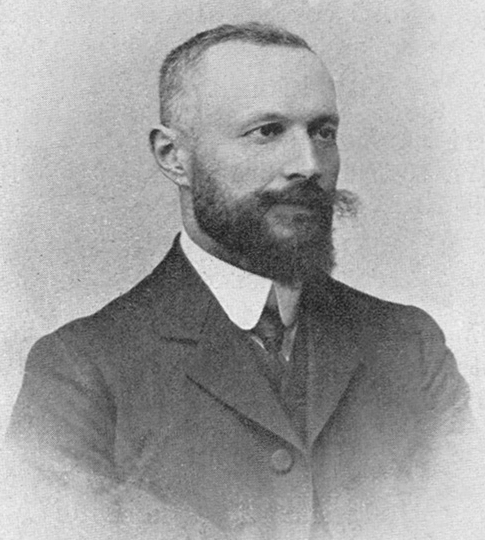
Paul Morel, initiateur de la création de l'hôpital.

Évolution de l'hôpital Paul-Morel entre 1938 et 2009.

En 1905, la Ville de Vesoul devient propriétaire du bâtiment après les lois de séparation de l'Église et de l'État. En 1911, Paul Morel, Maire de Vesoul, souhaite y installer l'hôpital, situé alors dans l’actuel hôtel de ville. La Première Guerre mondiale, et les indispensables réparations qu'elle entraîna, retardèrent, jusqu'en 1934, son inauguration officielle par Jules Jeanneney, Président du Sénat. Il sera baptisé « Hôpital Paul-Morel » du nom de l’homme politique français né à Vesoul et décédé lors d’une catastrophe ferroviaire en 1933. L'hôpital connait de nombreuses modernisations et des agrandissements tout au long du XXe siècle.
Lors de l'exode de 1940, les 350 lits dont dispose l'hôpital sont réquisitionnés par l'armée. Les civils doivent se rabattre sur les 50 lits de la clinique Saint-Martin.
Le 9 février 1979, Simone Veil, ministre de la Santé, pose la première pierre des travaux d’agrandissement, notamment la construction d'un long bâtiment de type hôpital-bloc pour accueillir les urgences, le plateau technique avec bloc opératoire et trois unités de soins. Durant près de 30 ans, l’hôpital Paul-Morel vivra de nombreuses transformations et de multiples travaux jusqu'à la décision de construction du nouvel hôpital intercommunal dans le nouveau quartier des Haberges plus adapté aux progrès techniques et à l'afflux de patients générés par la fusion de l'hôpital de Vesoul avec ceux de Lure et de Luxeuil-les-Bains.
En juin 2003, l'hôpital Paul-Morel reçoit sa première et unique IRM. Elle n'est pas réutilisée par le nouvel hôpital qui s'équipe d'un appareil neuf.
En 2009, l'hopital de Vesoul est transféré dans le quartier des Haberges et le site est abandonné.

### Reconversion (depuis 2009)

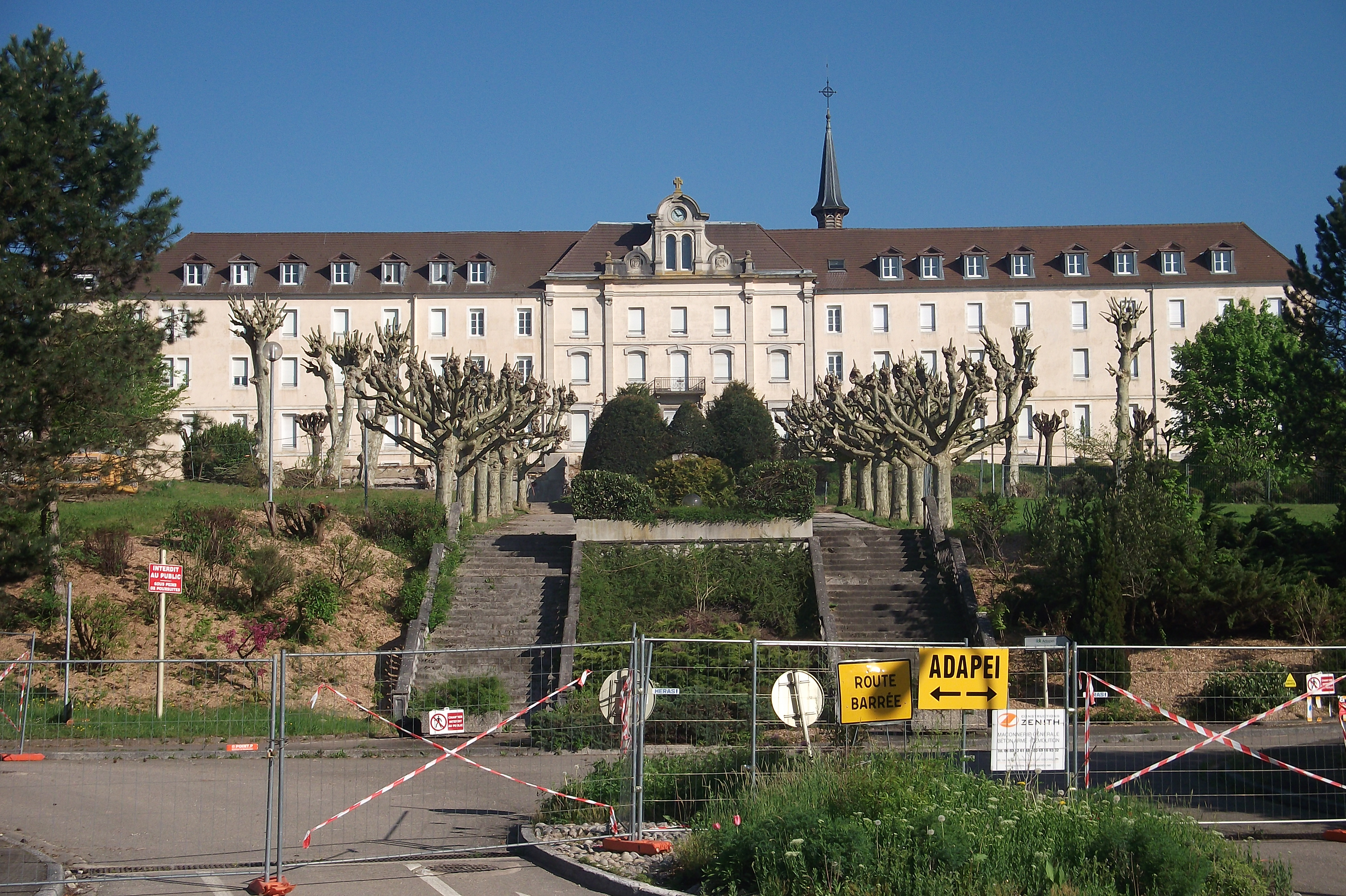
Le site en travaux de reconversion en 2013.

Lors du Conseil municipal du 16 septembre 2011, Alain Joyandet, maire de Vesoul, propose d'acquérir le site de l'hôpital par la Ville de Vesoul pour la somme de 1 880 000 euros. Désaffecté depuis l’ouverture du nouveau Centre hospitalier de Vesoul en 2009, la rénovation et la réhabilitation est un moyen de préserver ce lieu et de construire un nouveau quartier à partir du bâtiment historique de l'hôpital qui sera préservé ainsi que de nouveaux quartiers pavillonnaires. La démolition des parties non-classées de l'hôpital s'achève début 2013. Le nouveau quartier Paul-Morel comporte des logements locatifs et en accession à la propriété ainsi qu'une maison médicale avec 17 professionnels de santé. Le buste en bronze de Paul Morel qui était placé sur un piédestal en marbre à l'entrée du jardin Anglais de Vesoul depuis 1935 a été déplacé en 2016 à l'entrée de ce quartier.

## Architecture
L'ancien hôpital est un vaste bâtiment de 2 étages. Il est notamment constitué d'une cour entourée d'arcades ainsi que d'une chapelle. Il est aussi doté d'une grille à pointe et d'une haute porte d'entrée.

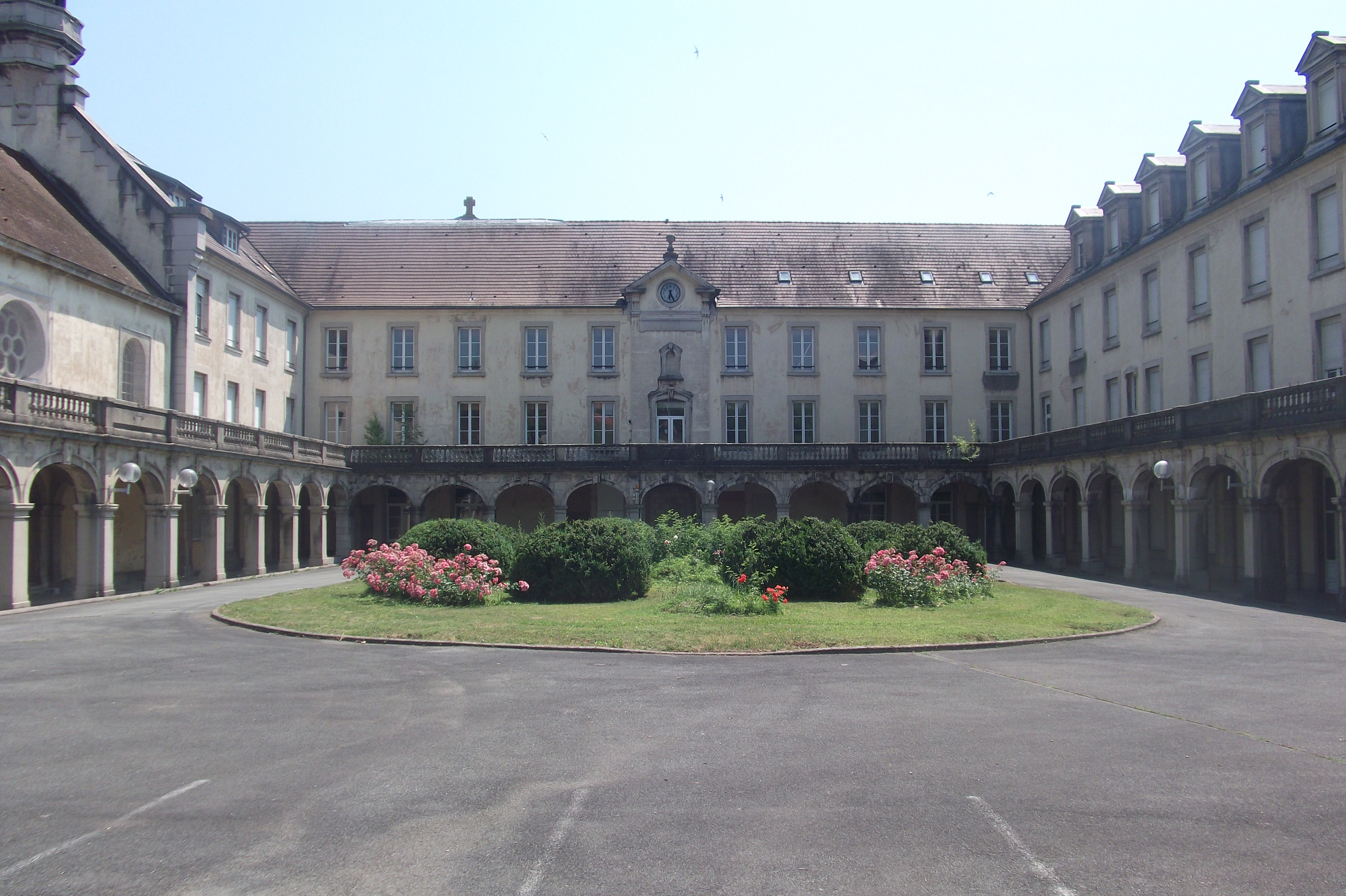
La cour d'arcades.
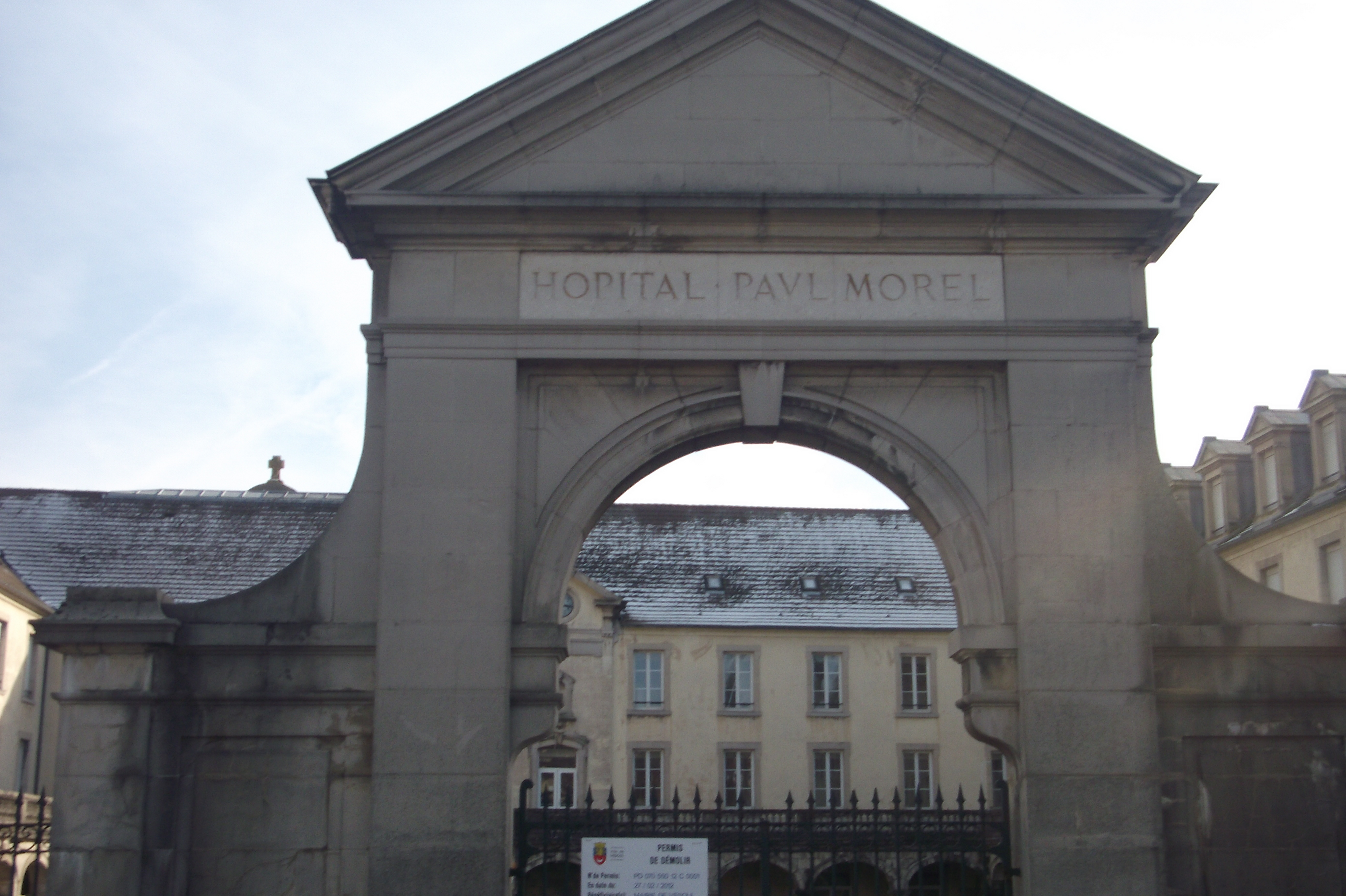
La porte d'entrée de l'édifice.

## Œuvres classées
L'édifice abrite des objets protégés au titre des monuments historiques. Liste des objets protégés,:
Peintures
- Tableau de saint Joseph et l'Enfant-Jésus[8]
- Tableau du Christ en croix[9]

Sculptures
- Croix d'autel et 6 chandeliers (garniture d'autel)[10]
- Croix encadrée (crucifix)[11]
- Bas-relief, cadre : saint Georges terrassant le dragon[12]

Menuiseries
- Trumeau de cheminée[13]
- Meuble de pharmacie, 88 pots à pharmacie, 5 pots de toilette[14]
- 2 buffets (bahut à deux corps)[15],[16]
- Buffet (meuble d'entre-deux)[17]

Autres types d'objets
- Écuelle[18]
- Burettes[19]
- 2 mortiers[20],[21]

## Vor aussi